# Visite sous-marine du „Maine“

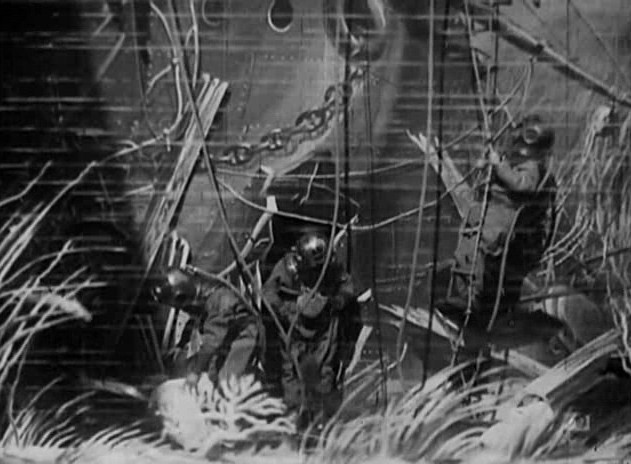
Méliès, Visite sous-marine du Maine (Star Film 147, 1898)

Visite sous-marine du „Maine“ (Deutsch: Unterwasserbesuch der „Maine“) ist ein französischer Kurzfilm von Georges Méliès aus dem Jahre 1898, in dem Taucher das Wrack des US-amerikanischen Panzerkreuzers Maine im Hafen von Havanna untersuchen. Soweit bekannt, wurde der Film nicht in Deutschland aufgeführt.

## Handlung

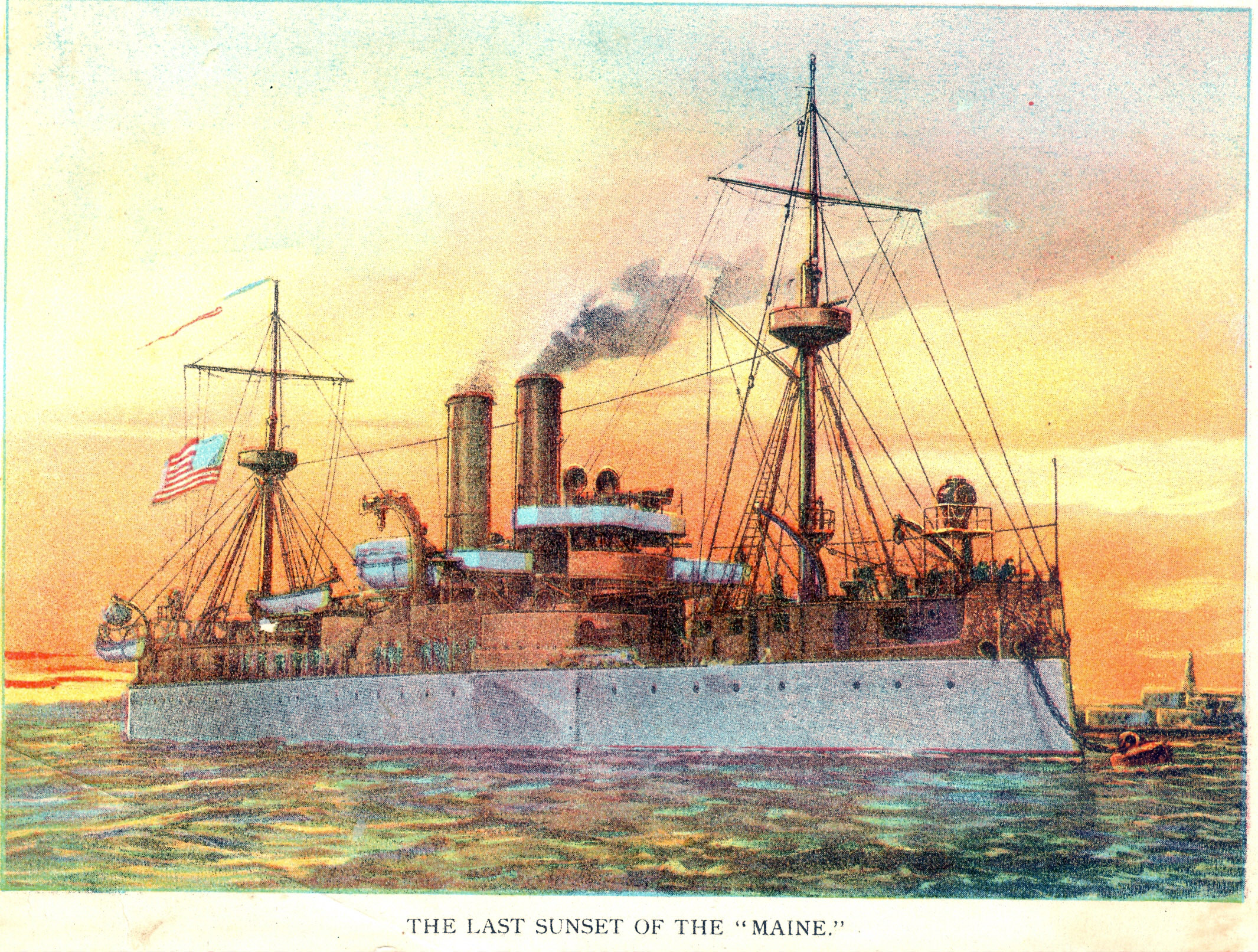
USS Maine color 1898

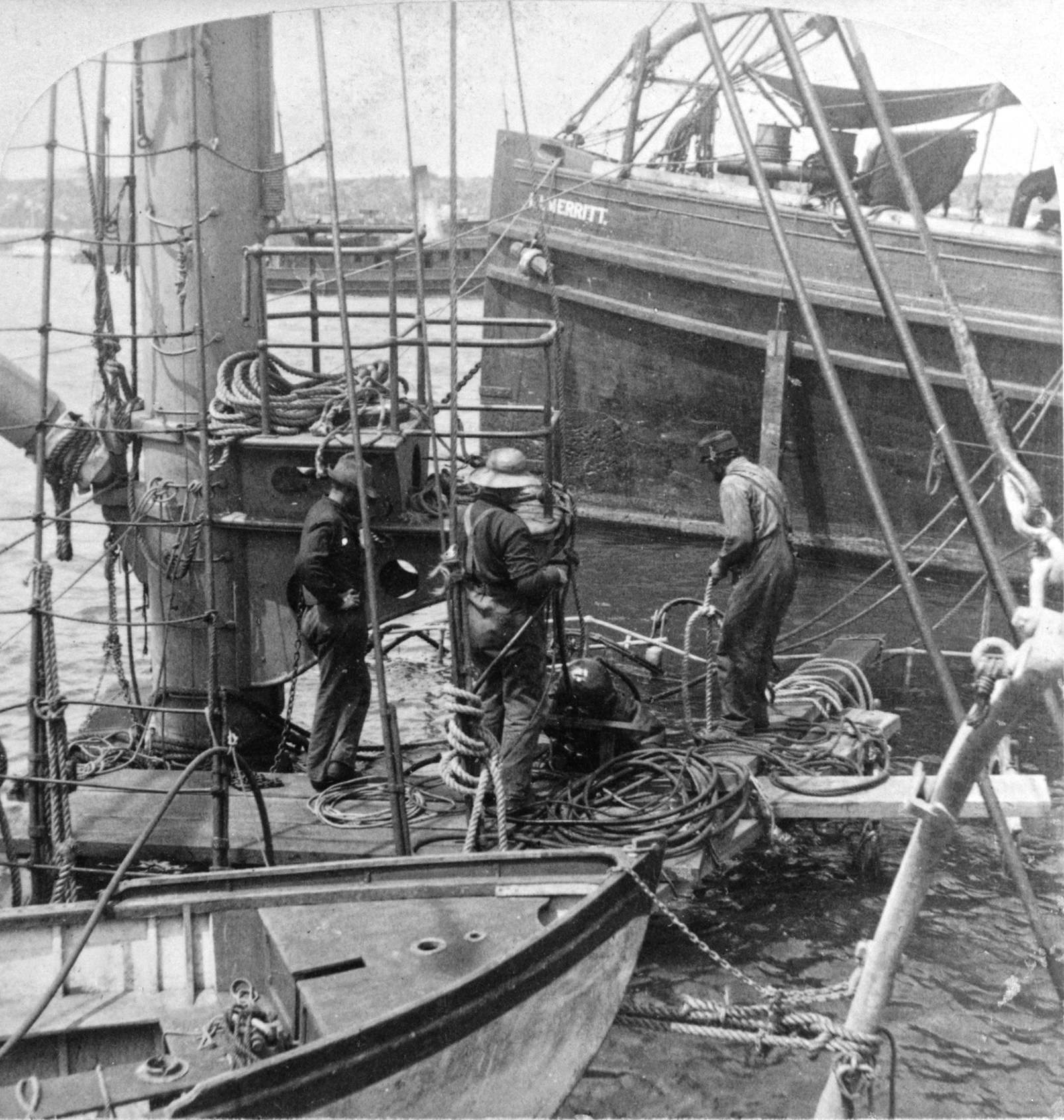
Divers at work on the wreck of the USS Maine – Havana Harbor Cuba – 1898

Der in einer einzigen Einstellung gedrehte Film zeigt den Unterwasserteil des Wracks der „Maine“, an dem sich an Strickleitern drei Taucher herablassen. Durch ein großes Leck betritt ein Taucher das Wrack und birgt den Leichnam eines uniformierten Matrosen. Die Leiche wird mit Seilen befestigt und nach oben gezogen. Ein anderer Taucher birgt aus dem Wrack einen schweren Gegenstand.

## Produktionshintergrund
Der Film gehörte zu einer Wochenschauserie von vier Filmen, die Méliès über den Spanisch-Amerikanischen Krieg drehte, u. a. Les quais de la Havane et explosion du cuirasse „Le Maine“, in dem die Explosion der Maine nachinszeniert wurde. Der Film besitzt die Produktionsnummer 147 der Star Film Company.
Der Unterwassereffekt des Films entstand durch ein mit Fischen gefülltes Aquarium, das zwischen der Kamera und der Kulisse mit den Schauspielern aufgestellt wurde. Bei dem Leichnam des amerikanischen Matrosen handelt es sich zweifellos um eine Puppe, die als Requisite diente. Nach späteren Aussagen des Regisseurs war der Film ein großer Publikumserfolg.